# ウィルフレド・バスケス・ジュニア
ウィルフレド・バスケス・ジュニア（Wilfredo Vázquez Jr.、1984年6月18日 - ）は、プエルトリコの元プロボクサー。元WBO世界スーパーバンタム級王者。元世界3階級制覇王者のウィルフレド・バスケスは父親であり、4組目の親子による世界王者となった。

## 来歴
元々は法律家を目指して勉強していたが、経済的な理由や実父の勧めで21歳でボクシングを始める。
中南米の強豪では異例のアマチュア経験皆無で22歳の時、2006年12月8日にアメリカでプロデビューし、初回KO勝ち。
2008年9月12日、14戦目でWBOラテンアメリカスーパーバンタム級暫定王座とWBAフェデセントロスーパーバンタム級王座を獲得した。その後フェデセントロ王座は即返上し、ラテンアメリカ暫定王座は3度防衛した。
2010年2月27日、19戦目で世界王座初挑戦。WBO世界スーパーバンタム級王座決定戦でマービン・ソンソナ（フィリピン）と対戦し、4回KO勝ちを収め王座を獲得。4組目の親子による世界王者となった。
2010年5月29日、ゾルト・ベダック（ハンガリー）と対戦し、10回TKO勝ちで初防衛に成功した。
2010年10月16日、WBO世界スーパーバンタム級10位で元WBO世界スーパーフライ級王者のイバン・エルナンデス（メキシコ）と対戦し、11回TKO勝ちで2度目の防衛に成功した。
2011年5月7日、3階級制覇王者で元WBO世界スーパーフライ級王者ホルヘ・アルセ（メキシコ）と対戦し、判定では2人がドロー、1人が2点差を付け勝っていたが、12回の序盤に捕まって滅多打ちにされ、そのまま逆転されてセコンドが水を投げ入れ試合をストップ。12回TKO負けで3度目の防衛に失敗し王座陥落。キャリア初黒星を喫した。アルセは同王座獲得でメキシコ人初の4階級制覇を達成した。
2011年10月29日、地元で再起戦。元IBF世界ミニマム級王者ロベルト・カルロス・レイバ（メキシコ）を3回KOで下し復帰戦を白星で飾り、レイハに引導を渡した。
2012年2月4日、テキサス州のアラモドームにてホルヘ・アルセの王座返上に伴い、WBO世界スーパーバンタム級王座決定戦で元3階級制覇王者ノニト・ドネアと対戦したが、初回から攻勢を仕掛けてくるドネアに防御一辺倒となり9回にはダウンを奪われた末に、12回1-2の判定負けを喫して王座返り咲きに失敗した。
同年10月6日、プエルトリコのバヤモンで、ジョナサン・オクエンドとWBOインターナショナルスーパーバンタム級王座決定戦を行い、7回2分33秒KO勝ちを収め、約8ヶ月ぶりの復帰戦を白星で飾った。
2013年4月6日、マカオのザ・ベネチアン・マカオ内コタイ・アリーナで日本スーパーバンタム級2位の石本康隆（帝拳）と対戦し、8回にダウンを奪われ、なんとか逆転を試みるも石本に粘られ判定へ、結局ダウンした事が響き0-2(95-95、95-94、96-94)の判定負けでWBOインターナショナル王座の初防衛に失敗した。
2013年9月20日、復帰戦がいきなりの王座決定戦。石本の返上で空位になったWBOインターナショナルスーパーバンタム級王座決定戦を11戦全勝のギレルモ・アヴィラと行い12回3-0(3者とも116-112)の判定勝利で飾る。
2014年6月7日、ニューヨークのマディソン・スクエア・ガーデンでセルヒオ・マルチネスVSミゲール・コットの前座にてNABF北米フェザー級王座決定戦をマービン・ソンソナと約4年ぶりとなる再戦を行い、初回にダウンを奪われ先制を許すもその後は巻き返したかに見えたが、12回1-2(2者が92-96、96-92)の判定負けで4年前のリベンジを許すのと同時に王座獲得に失敗した。
2016年10月29日、ロベルト・クレメンテ・コロシアムで以前から因縁がある元世界2階級制覇王者のファン・マヌエル・ロペスとスーパーフェザー級契約12回戦で対戦し、11回2分29秒TKO負けを喫した。この試合を最後に現役を引退した。

## 獲得タイトル
- WBOラテンアメリカスーパーバンタム級暫定王座（防衛3=返上）
- WBAフェデセントロスーパーバンタム級王座（防衛0=返上）
- WBO世界スーパーバンタム級王座（防衛2）
- WBOインターナショナルスーパーバンタム級王座（防衛0）